# Clemente Rodríguez
Clemente Juan Rodríguez, argentinski nogometaš, * 31. julij 1981, Buenos Aires, Argentina.
Sodeloval je na nogometnemu delu poletnih olimpijskih iger leta 2004 in osvojil naslov olimpijskega prvaka.